# Witold Staniewicz

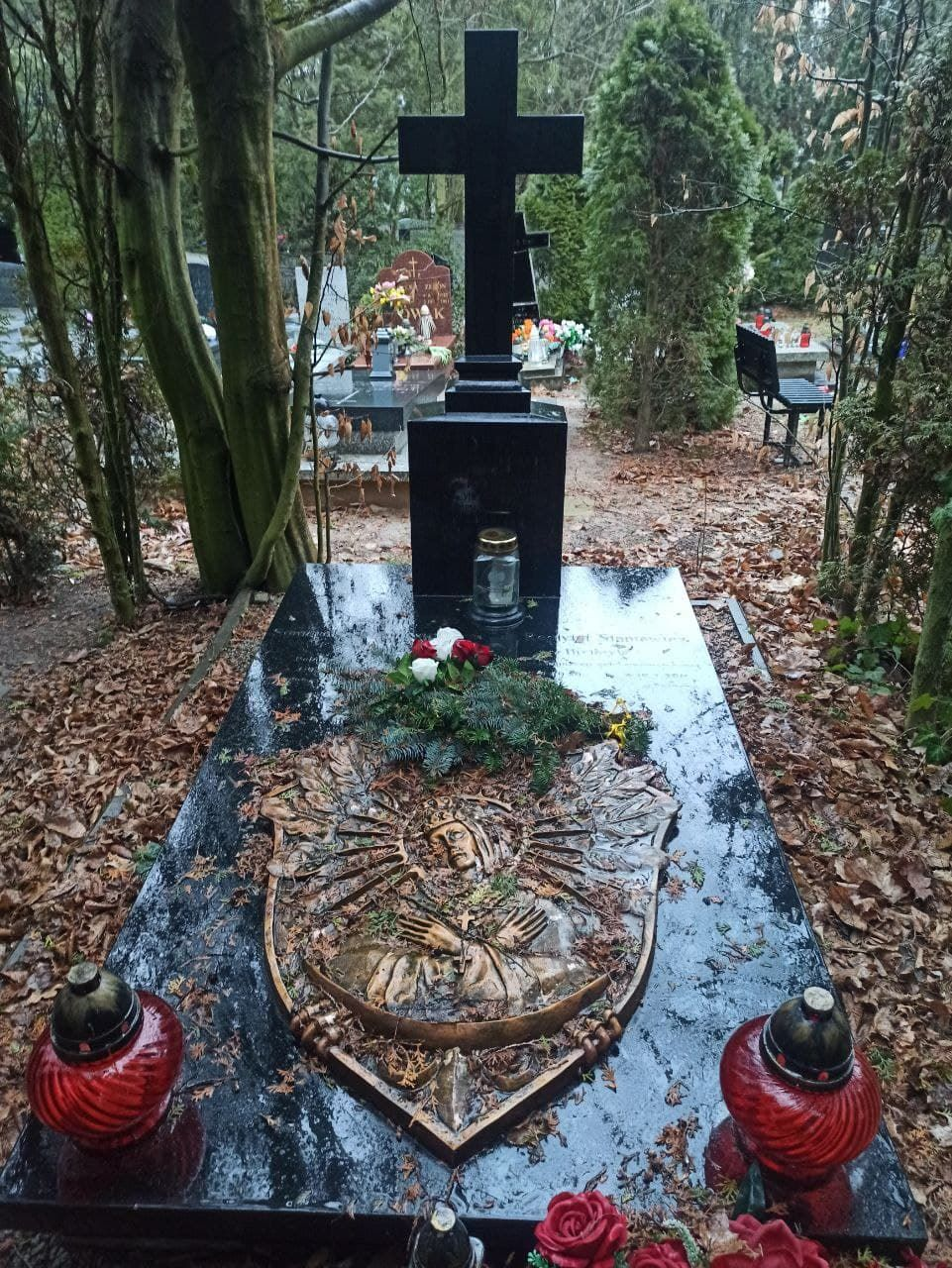
Grób Witolda Staniewicza

Witold Cezary Staniewicz, (ur. 16 września 1887 w Wilnie, zm. 14 czerwca 1966 w Poznaniu) – polski naukowiec (ekonomista rolny), działacz państwowy II Rzeczypospolitej, poseł na Sejm Litwy Środkowej oraz na Sejm III kadencji w II RP, minister reform rolnych (1926–1930), członek loży wolnomularskiej w Wilnie w czasach II Rzeczypospolitej, członek Rady Głównej Centralnego Towarzystwa Organizacji i Kółek Rolniczych od 1934.

## Życiorys
Urodził się w polskiej rodzinie inteligenckiej. Gimnazjum ukończył w rodzinnym Wilnie. Odbył studia biologiczne, rolnicze i ekonomiczne na Wydziale Filozoficznym Uniwersytetu Jagiellońskiego i Uniwersytecie Ludwika i Maksymiliana w Monachium oraz uzupełniające we Francji i Włoszech. W 1911 uzyskał doktorat na Wydziale Filozoficznym Uniwersytetu Jagiellońskiego, w 1913 tytuł inżyniera rolnika na Politechnice Monachijskiej. Następnie objął swój majątek Ginejciszki pod Wilnem. Podczas I wojny światowej działał w Polskiej Organizacji Wojskowej, należał do Samoobrony Wileńskiej. W 1922 był posłem na Sejm Litwy Środkowej z ramienia Polskiego Stronnictwa Ludowego Ziemi Wileńskiej. Również w 1922 objął stanowisko asystenta katedry ekonomii społecznej na Uniwersytecie Stefana Batorego. W 1923 uzyskał habilitację na Szkole Głównej Gospodarstwa Wiejskiego w Warszawie. W latach 1924–1926 wykładał ekonomię rolnictwa na Uniwersytecie Stefana Batorego i odbył dłuższą podróż naukową do Szwajcarii i Włoch.
Po przewrocie majowym w okresie od 20 czerwca 1926 do 4 grudnia 1930 minister reform rolnych w ośmiu kolejnych gabinetach. Był też posłem na Sejm III kadencji z listy Bezpartyjnego Bloku Współpracy z Rządem. Zachowywał niezależne stanowisko – w 1930 odmówił głosowania nad wnioskiem o przejściu do porządku dziennego nad interpelacją opozycji w sprawie traktowania więźniów w Brześciu, a w 1932 zrzekł się mandatu, gdyż nie zgadzał się ze stanowiskiem swego klubu podczas głosowania nad ustawą ograniczającą autonomię uniwersytetów.
Do 1931 profesor Politechniki Lwowskiej, w latach 1931–1939 Uniwersytetu Stefana Batorego (w latach 1933–1936 jego rektor). Od 1930 kierownik wydziału ekonomiki drobnych gospodarstw wiejskich Państwowego Instytutu Naukowego Gospodarstwa Wiejskiego (PINGW) w Puławach. Kierownik sekcji gospodarczej Instytutu Naukowo-Badawczego Europy Wschodniej w Wilnie – pionierskiej polskiej placówki sowietologicznej. Od 12 czerwca 1928, obok Kazimierza Okulicza i Witolda Abramowicza jeden z trzech współudziałowców spółki z o.o., wydawcy „Kuriera Wileńskiego”. Od listopada 1939 do czerwca 1940 (okupacji Litwy przez Armię Czerwoną) był wydawcą „Kuriera Wileńskiego” – kontynuacji przedwojennego pisma.
Lata II wojny światowej spędził w Wilnie. Uczestniczył w tajnym nauczaniu oraz w działalności ZWZ-AK. Po wojnie przeniósł się do Poznania, objął katedrę ekonomiki rolniczej i polityki agrarnej na Uniwersytecie Poznańskim. W latach 1951–1956 w stanie spoczynku, po dojściu do władzy Władysława Gomułki reaktywowany. Do przejścia na emeryturę w 1960 kierował katedrą ekonomiki i organizacji rolnictwa Wyższej Szkoły Rolniczej w Poznaniu. Brał udział w pracach wielu instytucji i towarzystw naukowych.
Jest autorem prac z zakresu ekonomiki rolnictwa oraz polityki agrarnej.
Został pochowany na Cmentarzu parafialnym św. Jana Vianneya w Poznaniu (kwatera grobowce, rząd 17, miejsce 3).
Jego synem był Restytut Staniewicz (1929–2011), historyk, pracownik naukowy Instytutu Zachodniego w Poznaniu.

## Ordery i odznaczenia
- Krzyż Srebrny Orderu Virtuti Militari[7]
- Krzyż Komandorski z Gwiazdą Orderu Odrodzenia Polski (11 listopada 1936)[8][9]
- Krzyż Walecznych[7][9]
- Złoty Krzyż Zasługi[7][9]
- Medal Niepodległości (9 listopada 1931)[10]
- Krzyż Wielki Orderu Świętego Sawy (Jugosławia)[7]
- Krzyż Komandorski z Gwiazdą Orderu Zasługi (Węgry)[7]

## Wybrane prace
- Deflacja polska w latach 1929–1936. Wstęp i oprac. Kazimierz Badziak i Małgorzata Łapa. Łódź: Ibidem, 2003 ISBN 83-88679-35-X.